# 애비게일 스팬버거
애비게일 스팬버거(Abigail Spanberger, 1979년 8월 7일 ~ )는 미국의 정치인이다.

## 학력
- 버지니아 대학교 인문사회 학사
- 퍼듀 대학교 경영학 석사

## 경력
- 노스버지니아 사우디이슬람학교 영어교사
- 미국 연방정부 우편검사국 수사관
- CIA 요원
- 2019.01 ~ 2025.01 제116·117·118대 미국 버지니아주 제7선거구 연방하원의원

## 역대 선거 결과
| 선거명      | 직책명                        | 대수  | 정당   | 득표율 | 득표수    | 결과 | 당락                     |
| ----------- | ----------------------------- | ----- | ------ | ------ | --------- | ---- | ------------------------ |
| 2018년 선거 | 하원의원 (버지니아 제7선거구) | 116대 | 민주당 | 50.34% | 176,079표 | 1위  | 버지니아주 하원의원 당선 |
| 2020년 선거 | 하원의원 (버지니아 제7선거구) | 117대 | 민주당 | 50.82% | 230,893표 | 1위  | 버지니아주 하원의원 당선 |
| 2022년 선거 | 하원의원 (버지니아 제7선거구) | 118대 | 민주당 | 52.21% | 143,357표 | 1위  | 버지니아주 하원의원 당선 |
| 2025년 선거 | 버지니아 주지사               | 75대  | 민주당 | 0%     | 표        | 위   |                          |

## 참고 자료
- 위키미디어 공용에 애비게일 스팬버거 관련 미디어 분류가 있습니다.